# 齿龈边搭嘴音
齿龈边搭嘴音（又称齿龈边吸气音、边喌音）是一类搭嘴音的总称，该发音仅分布于非洲语言中。齿龈边搭嘴音也就是有时所发出的用来赶马的声音（但在赶马的情境下，这种声音不能算是语音）。齿龈边搭嘴音在整个南部非洲均有分布，两种坦桑尼亚的语言也含有齿龈边搭嘴音。
國際音標中用来标记齿龈边搭嘴音这一发音方法的符号是⟨ǁ⟩，即两根垂直的线，而在1989年以前，该辅音则使用符号⟨ʖ⟩进行标记。由于前一种标记法可能会和韵律标记或是两个l相混淆，因而至今仍被部分语音学家所采用。不论使用哪个符号，该符号都能和另外一个国际音标符号组合使用，以指明其不同的发音方法，但在标记时，不送氣齿龈边搭嘴音却常常被忽略或改用附加符号加以标记。常见的齿龈边搭嘴音如下表：
| 国际音标I类  | 国际音标II类  | 描述                     |
| ------------ | ------------- | ------------------------ |
| ⟨ǁ⟩ 或 ⟨ʖ⟩   | ⟨ǁ⟩ 或 ⟨ʖ⟩    | 清不送气齿龈边搭嘴音     |
| ⟨ǁʰ⟩ 或 ⟨ʖʰ⟩ | ⟨ǁʰ⟩ 或 ⟨ʖʰ⟩  | 清送氣齿龈边搭嘴音       |
| ⟨ǁ̬⟩ 或 ⟨ʖ̬⟩   | ⟨ᶢǁ⟩ 或⟨ᶢʖ⟩   | 浊齿龈边搭嘴音           |
| ⟨ǁ̃⟩ 或 ⟨ʖ̃⟩   | ⟨ᵑǁ⟩ 或⟨ᵑʖ⟩   | 清不送气鼻化齿龈边搭嘴音 |
| ⟨ǁ̥̃ʰ⟩ 或 ⟨ʖ̥̃ʰ⟩ | ⟨ᵑ̊ǁʰ⟩或 ⟨ᵑ̊ʖʰ⟩ | 清送气鼻化齿龈边搭嘴音   |
| ⟨ǁ̃ˀ⟩ 或 ⟨ʖ̃ˀ⟩ | ⟨ᵑǁˀ⟩或 ⟨ᵑʖˀ⟩ | 鼻化咽化齿龈边搭嘴音     |

在不同语言的正寫法中，用于书写齿龈边搭嘴音的字母或二合字母形式主要有两种：一是使用与国际音标相同的双竖线符号ǁ表示，二是按班图语支的传统，使用拉丁字母x表示。使用前一种表示法的有霍屯督语（Nama）和大多数布须曼（Bushmen）语支语言。而Naro语, 桑达韦语以及祖鲁语使用后一种表示法。

## 发音特征
大多数齿龈边搭嘴音都属于齿龈音，然而，不同语言中具体的发音部位却各不相同，从齿音到齿龈音都存在。不过这些发音部位间是否真的有区别，还没有证据可以证明。（卷舌搭嘴音除外，因为搭嘴音也可以是边音除阻的）。
齿龈边搭嘴音的发音特征有以下几点：
- 其细分出的各种不同的变体的基本发音特征包括浊音变体、鼻化变体、送气变体、咽化变体等。
- 在南部非洲，齿龈边搭嘴音开始音段的发音部位是舌尖音或齿龈音。即用舌尖抵住齿龈隆骨（alveolar ridge）发音，浊音除阻，发出近似于塞擦音的声音，而在非洲东部的哈察语（Hadza）和桑达韦语中则是突发除阻。

- 搭嘴音可以是口腔音或是鼻音，亦即气流或是只限从口腔发出，或是也可同时从鼻腔发出。

- 搭嘴音属于边音中的一类，也就是说气流流出口腔的位置是舌头的侧边而非舌头的中部。其中有些人发搭嘴音时，气流仅从舌头的一侧流出，而另一些人发音时则从其两侧同时流出。

- 搭嘴音发音的气流机制是舌吸气（也称为软腭吸气），即有一小部分气流位于两个封闭的部位之间，通过舌头的吸气动作（而非通过声门或肺的运动），使两部位间的气压降低，在前一个封闭部位打开时，发出搭嘴音。浊搭嘴音和带鼻化的搭嘴音发音时，还会同时伴随着肺部气流的的呼出。

Tindall曾指出，学习科伊科伊语的欧洲人大多在发各种类型的齿龈边搭嘴音时都把它们当成普通的搭嘴音而不加分别的发出来，它们发音时只是把舌头抵侧边的牙齿上，这样发出的声音在说科伊科伊语的本族人听来，既粗糙又陌生。而纳马人（Namaqua）则是把舌头盖住整个硬腭来发搭嘴音，发出的是“好像在硬腭最后部的声音”.

## 出现情况
英语中没有齿龈边搭嘴音（或任何一种搭嘴音）语素，但英语的感叹词tchick!（也作tchek!)中含有宽口齿龈边搭嘴音（其疊詞形式tchick-tchick!常用于驭马前进时）。 
| 语言   | 语言   | 例词     | 國際音標              | 汉语意义                                        | 备注                                                                           |
| ------ | ------ | -------- | --------------------- | ----------------------------------------------- | ------------------------------------------------------------------------------ |
| 箜語   | 箜語   | nǁan     | [ᵑǁàŋ]/[ʖ̃àŋ]          | marama豆                                        |                                                                                |
| 哈察语 | 哈察语 | exekeke  | [ʔeǁekeke]/[ʔeʖekeke] | 听                                              |                                                                                |
| 哈察语 | 哈察语 | naxhi    | [naǁʰi]/[naʖʰi]       | 塞进、涌入                                      |                                                                                |
| 哈察语 | 哈察语 | konxa    | [koᵑǁa]/[koʖ̃a]        | 配对                                            |                                                                                |
| 哈察语 | 哈察语 | slaxxa   | [ɬaᵑǁˀa]/[ɬaʖ̃ˀa]      | 分叉、裂缝                                      |                                                                                |
| 科萨语 | 科萨语 | isiXhosa | [isiǁʰosa]/[isiʖʰosa] | 科萨语                                          | 分为不送气齿龈边搭嘴音、呼气齿龈边搭嘴音, 送氣齿龈边搭嘴音以及鼻化齿龈边搭嘴音 |
| 宏语   | 宏语   | ǁnáã     | [ᵑǁɑ́ɑ̃]/[ʖ̃ɑ́ɑ̃]          | 扁担浆果（grewia （页面存档备份，存于） berry） |                                                                                |
| 祖鲁语 | 祖鲁语 | xoxa     | [ǁɔ́ːǁa]/[ʖɔ́ːʖa]       | 交谈                                            |                                                                                |